# المركز (الخليل)
المركز قرية فلسطينية صغيرة تقع في منطقة مسافر يطا بمحافظة الخليل، جنوب الضفة الغربية. تُدار القرية بموجب أطر محلية فلسطينية، لكنها تقع ضمن المنطقة "ج" من الضفة الغربية، تحت الاحتلال الإسرائيلي المباشر. تواجه القرية تحديات مزمنة تتعلق بالتهجير، وفقدان البنية التحتية، وعنف المستوطنين.

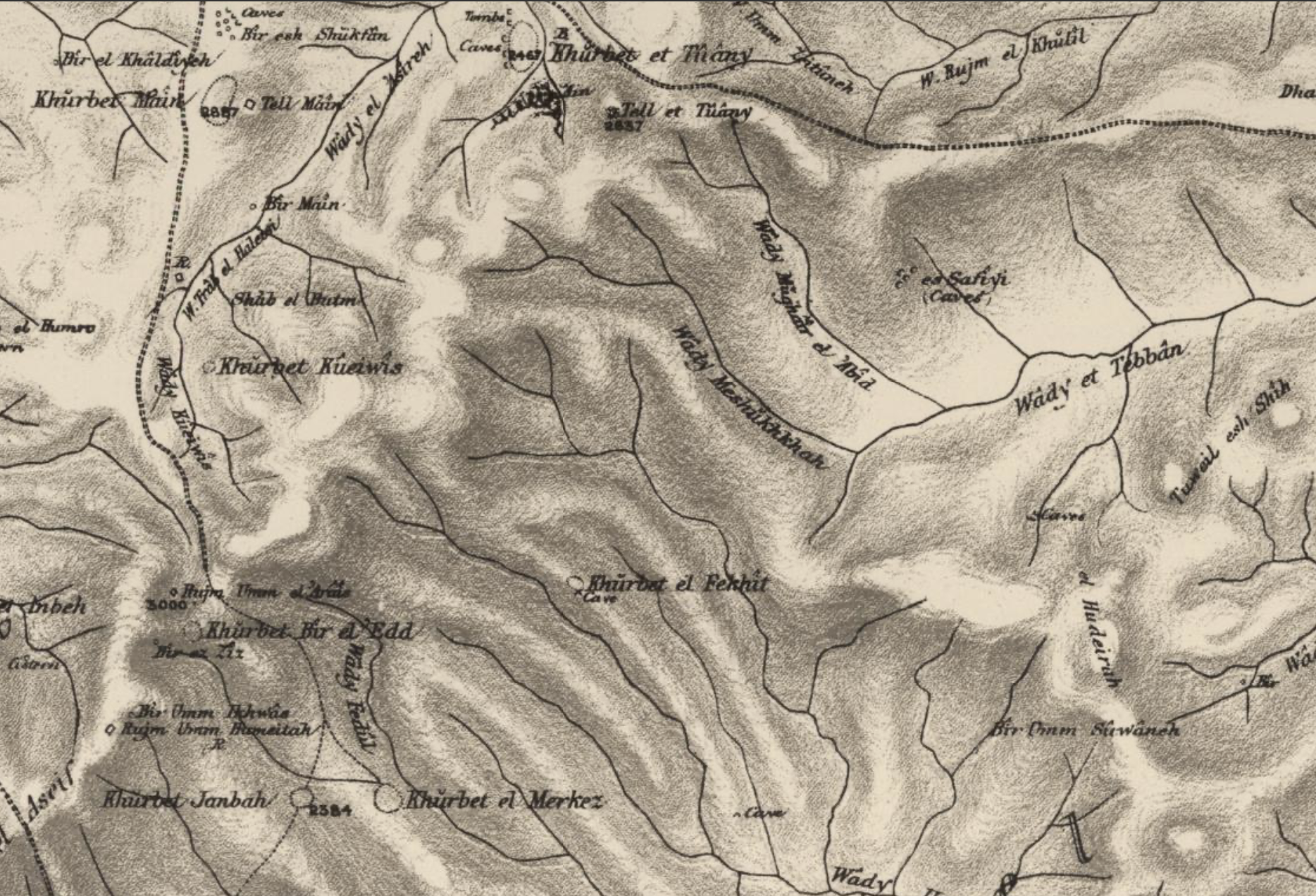
"المركز" في ثمانينيات القرن التاسع عشر على خريطة مسح فلسطين لمسافر يطا.

## التاريخ والآثار
تُسمى منطقة المسافر بهذا الاسم نسبةً إلى الكلمات العربية التي تعني "السفر". يركز الفيلم الوثائقي " لا أرض أخرى" لعام 2024، الفائز بجائزة الأوسكار لأفضل فيلم وثائقي، على منطقة المسافر يطا.
استوطنت عائلات من يطا المركاز لأول مرة في القرن التاسع عشر، وفقًا لشهادات محلية. تضم المنطقة كهوفًا وحقولًا مدرجة، يعتبرها الباحثون والسكان المحليون جزءًا من سكنهم الموسمي والدائم منذ زمن طويل. في فترة الانتداب البريطاني، اعتمد سكان المركاز على اقتصاد زراعي مختلط يجمع بين تربية الحيوانات وزراعة البساتين والمحاصيل الحقلية.

## السياق القانوني-الإداري

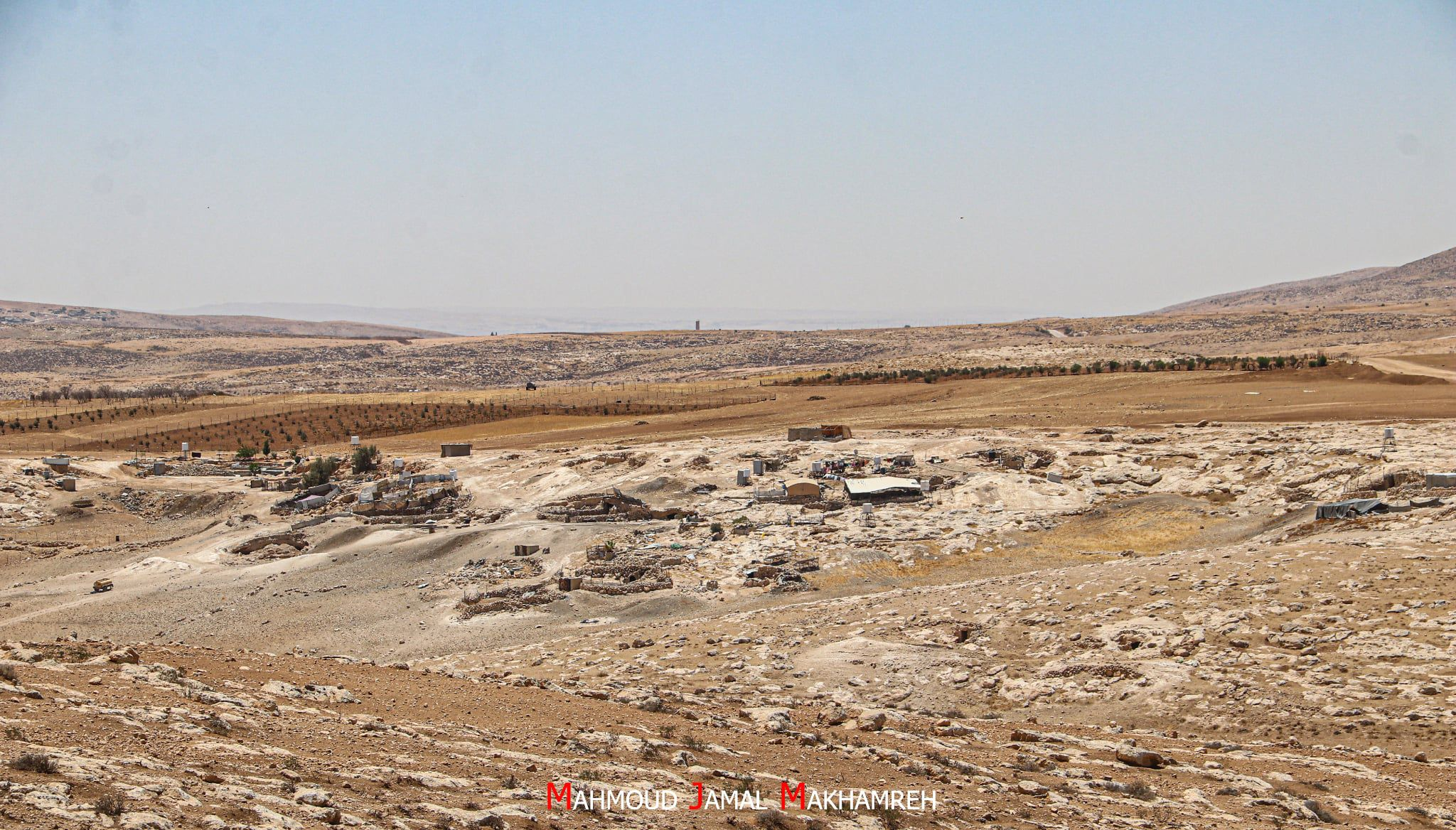
المركز، مسافر يطا، منظر عام.

منذ عام 1967، وقعت مسافر يطا - بما في ذلك المركز - ضمن منطقة إطلاق النار المعلنة من قبل إسرائيل 918، مما يسمح بعمليات الهدم والتهجير الروتينية في الإطار العسكري الإسرائيلي. أيد حكم للمحكمة العليا الإسرائيلية في عام 2022 أوامر الإخلاء التي أثرت على ثماني قرى معاقب عليها في مسافر يطا، مما قد يؤثر على أكثر من 2000 من السكان.
يواجه سكان المركز باستمرار أوامر هدم لمنازلهم وخزانات المياه ووحدات الطاقة الشمسية بسبب صعوبة الحصول على تراخيص بناء إسرائيلية. ويعتمد العديد من السكان على المباني المؤقتة وخزانات المياه المجتمعية.
لقد أجبرت عمليات الاضطهاد والمضايقة والعنف المتزايدة العديد من العائلات على مغادرة المركز - وهي العملية التي وصفتها المنظمات غير الحكومية بأنها تطهير عرقي.

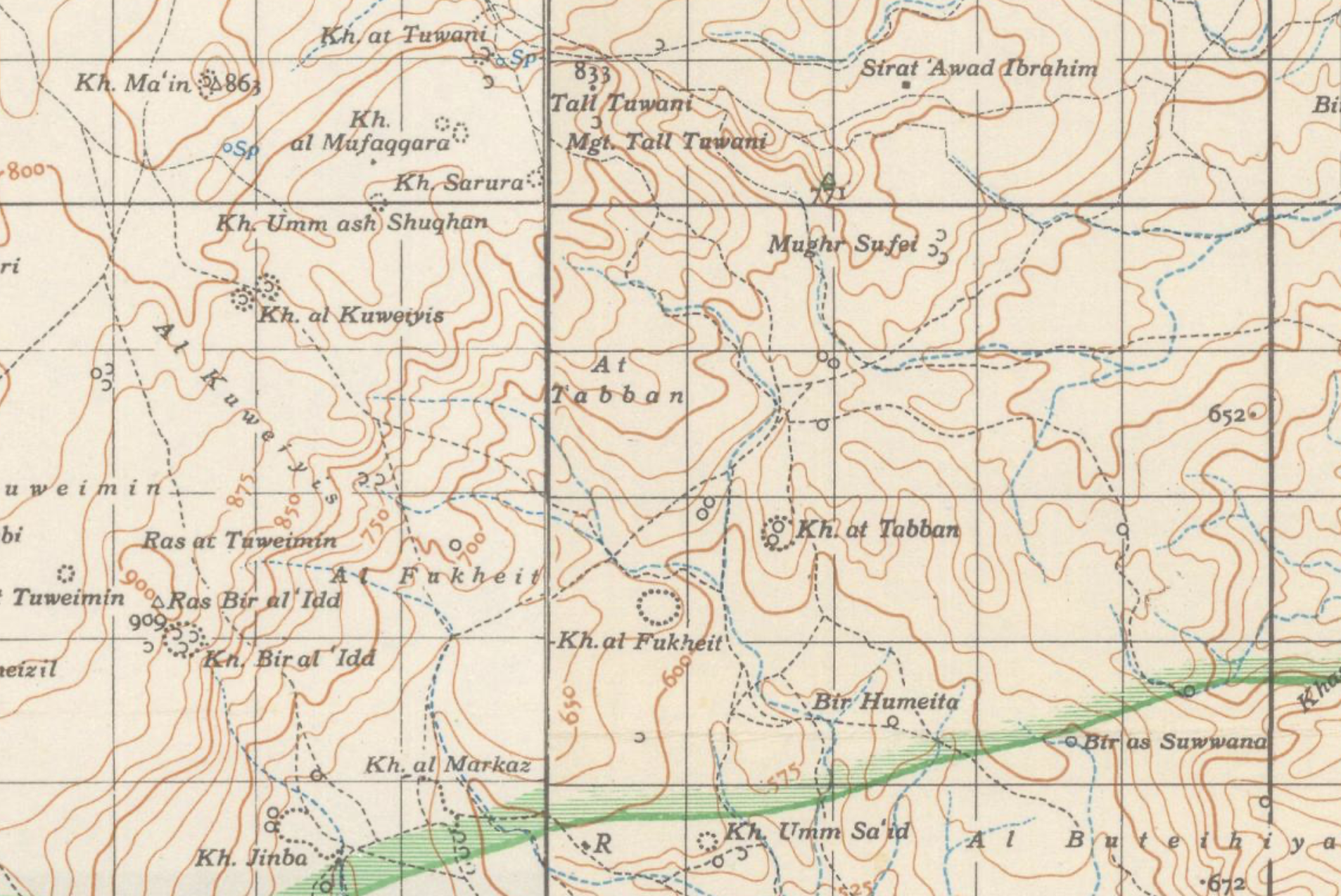
"المركز" في أربعينيات وخمسينيات القرن العشرين، مسح لخريطة مسافر يطا في فلسطين.

## السكان وسبل العيش
السكان المحليون مزارعون مستقرون، يبلغ عددهم ما بين 150 و300 نسمة في السنوات الأخيرة. يتحدثون العربية ويعتمدون على رعي الماعز وزراعة الزيتون والرعي في معيشتهم. ويعتمدون بشكل شائع على صهاريج المياه والألواح الشمسية وخزانات المياه العامة نظرًا لمحدودية الوصول إلى البنية التحتية.